# Mukoproteiny
Mukoproteiny – grupa organicznych związków chemicznych zaliczanych do glikoprotein, w których składnikiem sacharydowym są mukopolisacharydy. Występują one m.in. w tkance łącznej (erytrocytach i osoczu), śliniankach oraz błonie śluzowej żołądka.